# Lauro Tisi
Lauro Tisi (ur. 1 listopada 1962 w Giustino) – włoski duchowny katolicki, arcybiskup Trydentu od 2016.

## Życiorys
26 czerwca 1987 otrzymał święcenia kapłańskie i został inkardynowany do archidiecezji trydenckiej. Po rocznym stażu wikariuszowskim został wicerektorem trydenckiego seminarium duchownego. W latach 1995–2007 odpowiadał za formację młodych kapłanów, a w kolejnych latach był kanclerzem kurii i wikariuszem generalnym.
10 lutego 2016 został mianowany przez papieża Franciszka arcybiskupem metropolitą Trydentu. Sakry udzielił mu 3 kwietnia 2016 arcybiskup Luigi Bressan.